# Батрахокотус
Батрахокотус (Batrachocottus) — рід прісноводних променеперих риб, що належать до родини Cottidae. Ці риби є ендеміками басейну озера Байкал.

## Таксономія
Batrachocottus вперше був запропонований як моновидовий рід у 1903 році іхтіологом Левом Бергом із Cottus baicalensis як типовим видом. Цей рід не згадувався у 5-му виданні «Риб світу» і був поміщений до родини Cottidae деякими авторитетами і до підродини Abyssocottinae іншими. Однак інші використовували філогенетичні дослідження, які виявили, що Batrachocottus походять від предка, який, ймовірно, входив до роду Cottus, і що класифікація Batrachocottus у інший таксон від Cottus був парафілетичним.

## Види
Наразі є чотири визнані види цього роду:
- Batrachocottus baicalensis (Dybowski, 1874)
- Batrachocottus multiradiatus L. S. Berg, 1907
- Batrachocottus nikolskii (L. S. Berg, 1900)
- Batrachocottus talievi Sideleva, 1999